# 小行星21990
小行星21990（21990 Garretyazzie）是一颗绕太阳运转的小行星，为主小行星带小行星。该小行星于1999年12月6日发现。

## 轨道参数
小行星21990的轨道半长轴为2.9144606 UA，离心率为0.107。